# Bilikere, Channarayapatna
Bilikere là một làng thuộc tehsil Channarayapatna, huyện Hassan, bang Karnataka, Ấn Độ.